# Овчий Кладенець
Овчий Кла́денець (болг. Овчи кладенец) — село в Ямбольській області Болгарії. Входить до складу общини Тунджа.

## Населення
За даними перепису населення 2011 року у селі проживали 520 осіб.
Національний склад населення села:
| Національність   | Кількість осіб | Відсоток |
| ---------------- | -------------- | -------- |
| болгари          | 496            | 95,9%    |
| цигани           | 6              | 1,2%     |
| інша             | 12             | 2,3%     |
| Всього відповіли | 517            |          |

Розподіл населення за віком у 2011 році:
Динаміка населення: